# Paul Hisao Yasuda
Paul Hisao Yasuda (japanski: パウロ 安田 久雄; Hepburn: Pauro Yasuda Hisao; Kurume, Fukuoka, 20. prosinca 1921. – Osaka, 23. travnja 2016.) bio je japanski prelat Katoličke Crkve.
Rođen je u Kurumi 20. prosinca 1921., gdje je pohađao osnovnu školu, a kasnije i gimnaziju. Za svećenika je zaređen 21. svibnja 1955. godine. Ubrzo je nakon zaređenja poslan na upoznavanje svećeničkog poslanja u nekoliko župa, gdje je vršio titulu kapelana i pomagao župniku u vođenju župe. Ubrzo je i sam postao župnik, te je s tom titulom djelovao i u nekoliko župa u Osaki.
Zbog predanog prezbiterskog rada 5. veljače 1970. bio je proglašen naslovnim biskupom, a 21. ožujka 1970. i službeno biskupom Osake. Nakon osam godina biskupijskog djelovanja, 15. studenog 1978. godine proglašen je i nadbiskupom Osake. S tom titulom je služio do 10. svibnja 1997., kada se povukao u crkvenu mirovinu sa 76 godina, godinu više od preporučenog za vođenje biskupije ili nadbiskupije.
Umro je u Osaki 23. travnja 2016. u 95. godini života.

## Vanjske poveznice
- (engl.) Paul Hisao Yasuda na catholic-hierarchy.org
- (jap.) Službene stranice Nadbiskupije (dijaceze) u Osaki